# Ah ! Les crocodiles

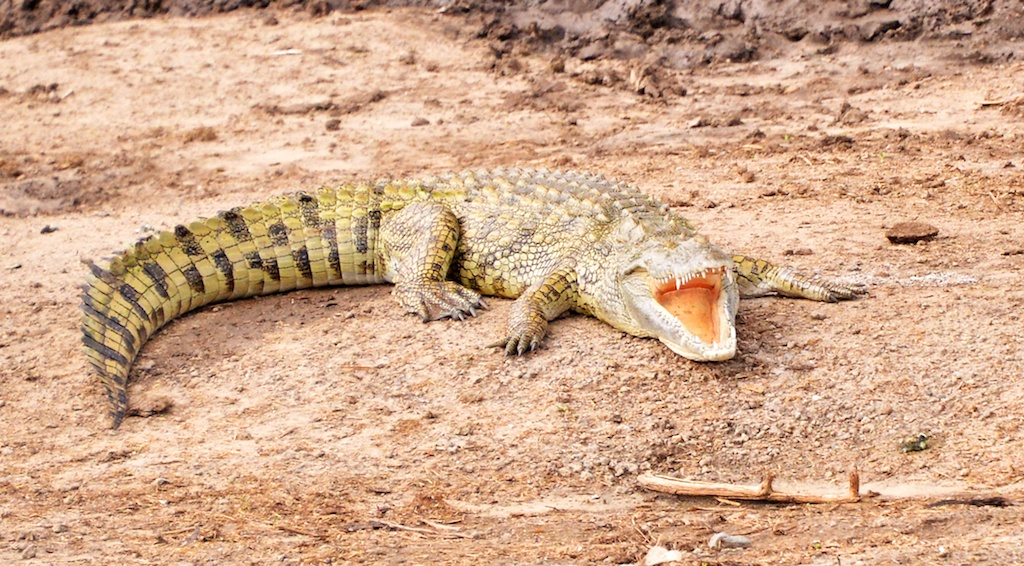
Un crocodile du Nil, avec sa queue dans la poussière.

Ah ! Les crocodiles est une comptine pour enfants très connue ayant pour thème la vie d'un crocodile en Égypte, et appartenant au répertoire des chansons enfantines françaises depuis au moins 1860. Au fur et à mesure des paroles, on apprend que le crocodile s'en va en guerre contre les éléphants, au bord du Nil. 
Cette comptine du XIXe siècle est dérivée du Hourra du crocodile, tiré de la bouffonnerie musicale de Jacques Offenbach, Tromb-al-ca-zar ou les Criminels dramatiques, créée en avril 1856.

## Origine de la comptine

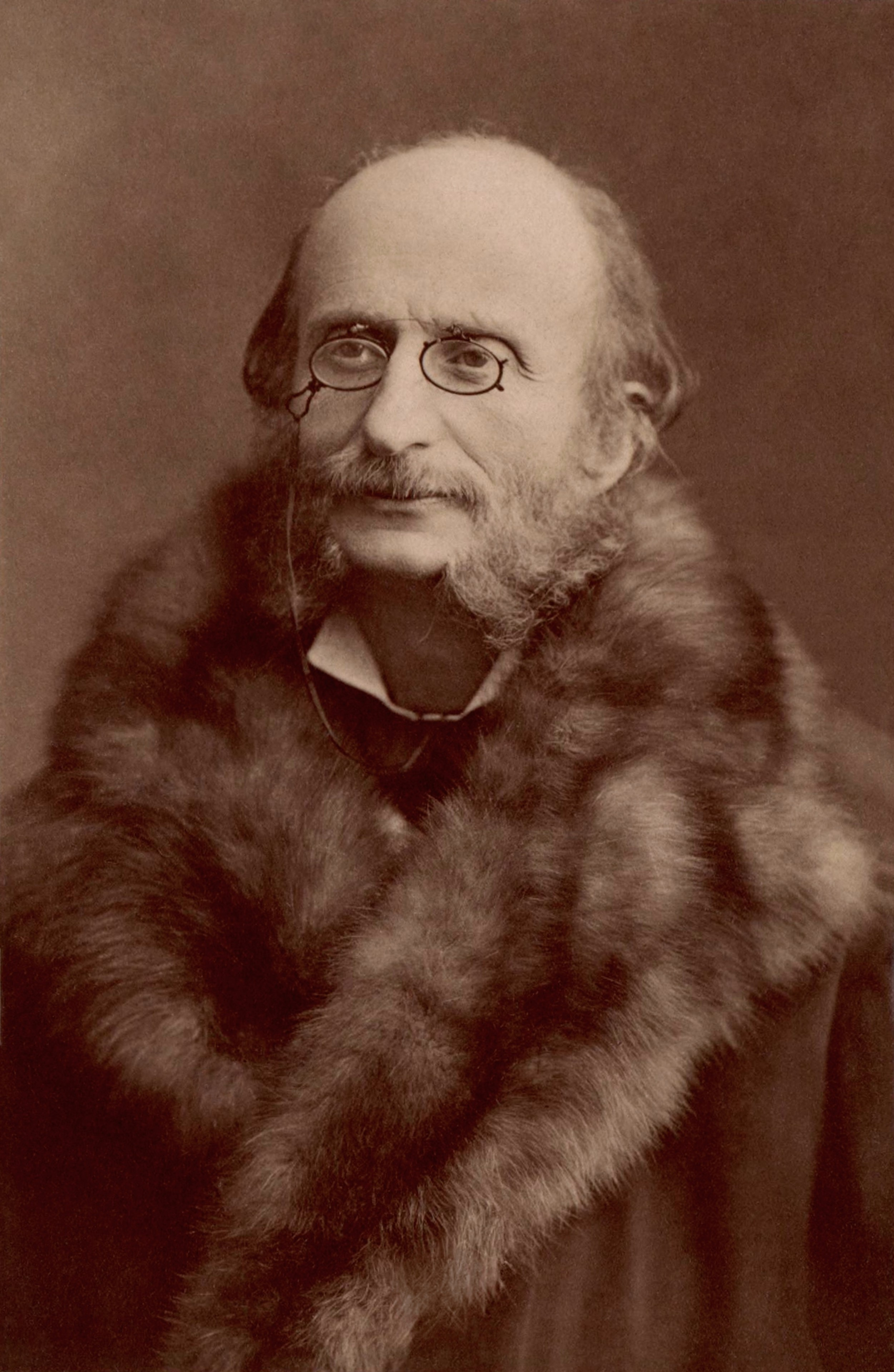
Portrait de Jacques Offenbach, dont le Hourra du crocodile a servi de base à la comptine.

La comptine et sa musique sont à rapprocher de la bouffonnerie musicale en un acte de Jacques Offenbach créée le 3 avril 1856, Tromb-al-ca-zar ou les Criminels dramatiques, où l'on trouve le Hourra du crocodile, dans la bouche du premier grand comique Beaujolais, :
Le crocodile, en partant pour la guerre,

Disait adieu à ses petits enfants.

Le crocodil' traînait sa queue dans la poussière ;

Le crocodile est mort, il n' croqu'ra plus.
Et le refrain en est : 
Le cro, cro, cro, codile,

Est mort au bord du Nile [sic] ! 

Il n' croqu'ra plus

N'en parlons plus.

## Premier couplet et refrain
Les paroles de la comptine font apparaître de légères variantes d'une version à l'autre. Elle a pour premier couplet : 
Un crocodile, s'en allant à la guerre.

Disait au revoir à ses petits enfants.

Traînant sa queue, sa queue dans la poussière.

Il s'en allait combattre les éléphants.
Le refrain — l'élément le plus connu de la chanson — est le suivant : 
Ah ! Les cro, cro, cro (bis)

Les crocodiles,

Sur les bords du Nil, ils sont partis.

N'en parlons plus.

## Reprise
En 1981, la chanson est reprise par Dorothée dans la longue série du répertoire du Jardin des Chansons. 
Elle figure également en 2024 sur l'album Imposteur de  Julien Doré. Un clip est également tourné en collaboration avec Brice VDH.